# Jacek Zieliński (football, 1967)
Pour les articles homonymes, voir Jacek Zieliński (football, 1961) et Zieliński.
Jacek Zieliński, né le 10 octobre 1967 à Wierzbica, est un footballeur polonais. Il était défenseur, et est actuellement entraîneur du Lechia Gdańsk.

## Carrière

### De joueur
Jacek Zieliński a passé la plupart de sa carrière au Legia Varsovie, où il a disputé un quart de finale de Ligue des champions en 1996. Avec ses 329 rencontres, il a pu participer à la Coupe du monde de 2002.

#### En club
- 1979-1985 :  Orzeł Wierzbica
- 1985-1991 :  LKS Igloopol Dębica (34 matches - 1 but)
- 1992-2004 :  Legia Varsovie (329 matches - 7 buts)

#### En sélection
Jacek Zieliński compte 60 sélections (et 1 but) avec l'équipe de Pologne, de 1995 à 2003.

### D'entraîneur
- 2004-2005 : Legia Varsovie
- 2007 : Legia Varsovie
- 2007-2008 : Korona Kielce
- 2008- : Lechia Gdańsk

## Remarque
Un autre Jacek Zieliński fut footballeur, mais beaucoup moins connu. Il est plus célèbre pour ses talents d'entraîneur, en a tout comme le premier coaché le Lechia Gdańsk, mais cinq ans auparavant. Il a été désigné par le magazine Piłka Nożna entraîneur polonais de l'année en 2003.